# Kanton Migennes
Der Kanton Migennes ist seit 1973 ein französischer Wahlkreis in den Arrondissements Auxerre und Sens, im Département Yonne und in der Region Bourgogne-Franche-Comté; sein Hauptort ist Migennes.

## Gemeinden
Der Kanton besteht aus zehn Gemeinden mit insgesamt 15.663 Einwohnern (Stand: 1. Januar 2022) auf einer Gesamtfläche von 137,20 km²:
| Gemeinde               | Einwohner 1. Januar 2022 | Fläche km² | Dichte Einw./km² | Code INSEE | Postleitzahl | Arrondissement |
| ---------------------- | ------------------------ | ---------- | ---------------- | ---------- | ------------ | -------------- |
| Bassou                 | 875                      | 4,08       | 214              | 89029      | 89400        | Auxerre        |
| Bonnard                | 907                      | 4,02       | 226              | 89050      | 89400        | Auxerre        |
| Brion                  | 614                      | 16,50      | 37               | 89056      | 89400        | Sens           |
| Bussy-en-Othe          | 696                      | 56,50      | 12               | 89059      | 89400        | Sens           |
| Charmoy                | 1.108                    | 7,02       | 158              | 89085      | 89400        | Auxerre        |
| Cheny                  | 2.231                    | 9,72       | 230              | 89099      | 89400        | Auxerre        |
| Chichery               | 434                      | 6,78       | 64               | 89105      | 89400        | Auxerre        |
| Épineau-les-Voves      | 711                      | 7,05       | 101              | 89152      | 89400        | Auxerre        |
| Laroche-Saint-Cydroine | 1.209                    | 8,95       | 135              | 89218      | 89400        | Auxerre        |
| Migennes               | 6.878                    | 16,58      | 415              | 89257      | 89400        | Auxerre        |
| Kanton Migennes        | 15.663                   | 137,20     | 114              | 8913       | –            | –              |

Bis zur landesweiten Neuordnung der französischen Kantone im März 2015 gehörten zum Kanton Migennes die acht Gemeinden Bassou, Bonnard, Brion, Charmoy, Chichery, Épineau-les-Voves, Laroche-Saint-Cydroine und Migennes. Sein Zuschnitt entsprach einer Fläche von 70,98 km km2. Er besaß vor 2015 einen anderen INSEE-Code als heute, nämlich 8939.